# Trichopleon ramosum
Trichopleon ramosum är en kräftdjursart som beskrevs av Frank Evers Beddard 1886. Trichopleon ramosum ingår i släktet Trichopleon, ordningen gråsuggor och tånglöss, klassen storkräftor, fylumet leddjur och riket djur. Inga underarter finns listade i Catalogue of Life.